# Objektivprisma
Als Objektivprisma wird ein flaches optisches Prisma bezeichnet, das vor ein Fernrohrobjektiv gesetzt wird, um von allen abgebildeten Sternen gleichzeitig ein Spektrum abzubilden. Vereinzelt wird es auch bei Astrografen verwendet, wo die Spektren wegen der relativ kurzen Brennweite aber nur einige Millimeter lang sind.
Dem großen Vorteil, rasch viele Spektren zu erhalten, stehen die Nachteile gegenüber, dass sie kurz sind, nur wenig Details zeigen und sich benachbarte Sternspektren überdecken können. Doch auch wenn nur die deutlichsten Spektrallinien zu erkennen sind, kann aus der Lichtverteilung innerhalb des kurzen Spektrums zumindest die genäherte Spektralklasse bestimmt werden.